# Vršovice (Jesenice)
Vršovice jsou osada, část obce Jesenice v okrese Příbram ve Středočeském kraji. Tvoří ji skupina samot v okolí vsi Dobrošovice a v katastrálním území Dobrošovice, jihovýchodně (proti proudu) od Jesenice kolem Sedleckého potoka, a to Sovův mlýn (čp. 4, asi 1 km od Jesenice), hospodářský dvůr Vršovice (čp. 2 a 3, asi 2 km od Jesenice, vzdušnou čarou 0,75 km severovýchodně od Dobrošovic) a Strnadovský mlýn (čp. 1 a 5, asi 2,5 km od Jesenice, 1 km východně od Dobrošovic).
Nachází se asi dva kilometry jihovýchodně od Jesenice. Je zde evidováno 5 adres. V roce 2011 zde trvale žilo třináct obyvatel.

## Historie

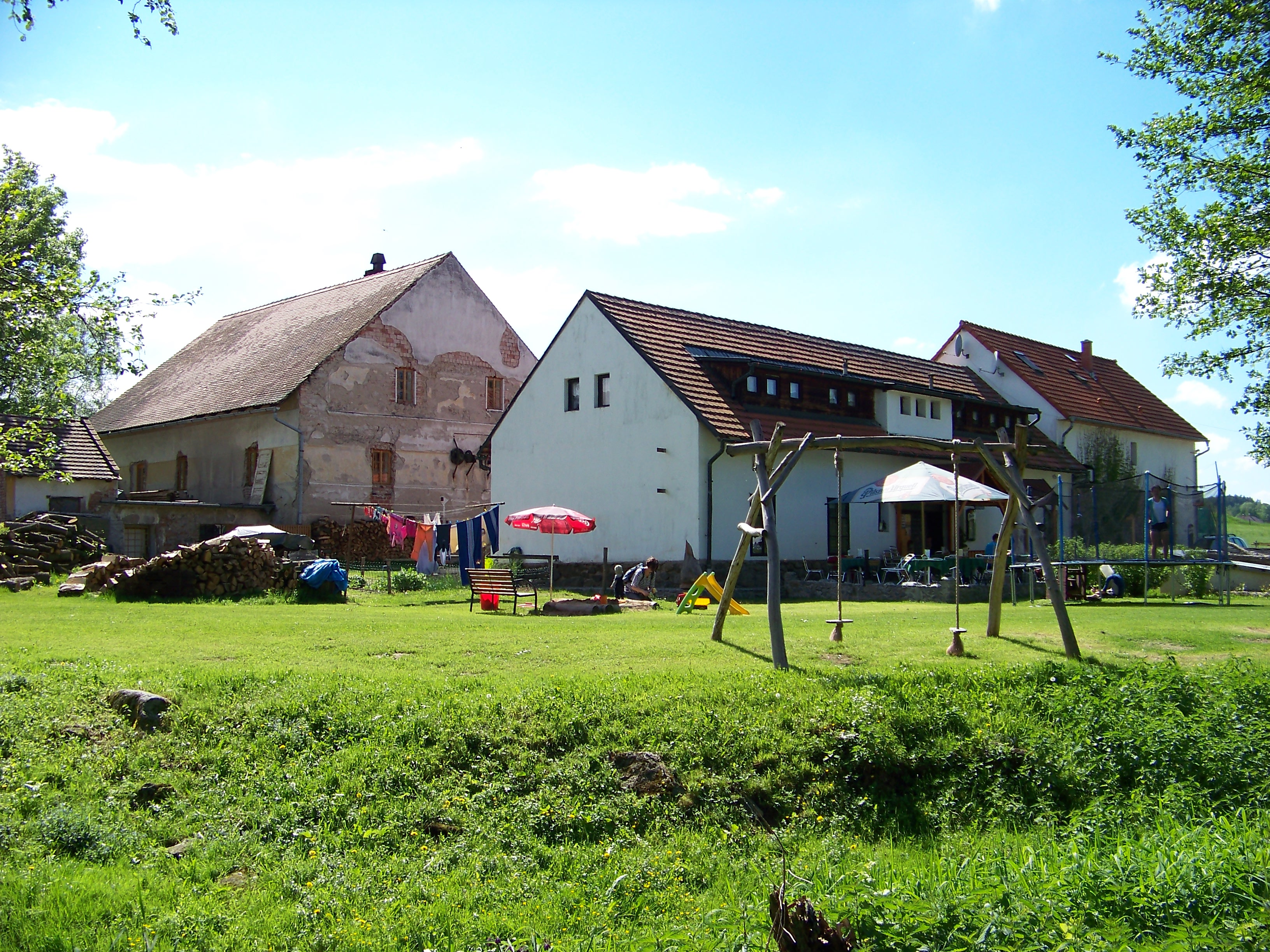
Strnadovský Mlýn

První písemná zmínka o vesnici pochází z roku 1356.

## Obyvatelstvo
| Rok            | 1869 | 1880 | 1890 | 1900 | 1910 | 1921 | 1930 | 1950 | 1961 | 1970 | 1980 | 1991 | 2001 | 2011 | 2021 |
| -------------- | ---- | ---- | ---- | ---- | ---- | ---- | ---- | ---- | ---- | ---- | ---- | ---- | ---- | ---- | ---- |
| Počet obyvatel | 36   | 33   | 45   | 45   | 53   | 52   | 36   | 29   | 22   | 18   | 13   | 7    | 11   | 13   | 9    |
| Počet domů     | 3    | 3    | 4    | 4    | 4    | 5    | 4    | 4    | 4    | 4    | 3    | 5    | 5    | 5    | 5    |

## Obecní správa
Při sčítání lidu v letech 1850–1960 Vršovice byly osadou obce Divišovice v okrese Sedlčany. Od 12. června 1960 jsou částí obce Jesenice v okrese Příbram.